# Podrzecze (Podegrodzie)
Podrzecze (früher Podrzycze, deutsch Podritz oder Unterbah/Unterbach) ist eine Ortschaft mit einem Schulzenamt der Gemeinde Podegrodzie im Powiat Nowosądecki der Woiwodschaft Kleinpolen, Polen.

## Geographie
Der Ort liegt am linken Ufer des Flusses Dunajec im Sandezer Becken (Kotlina Sądecka).
Das Dorf hat eine Fläche von 254 ha (3,9 % der Landgemeinde).
Die Nachbarorte sind die Städte Nowy Sącz und Stary Sącz im Ostsüden, Brzezna und Chochorowice im Westen, Świniarsko im Nordosten.

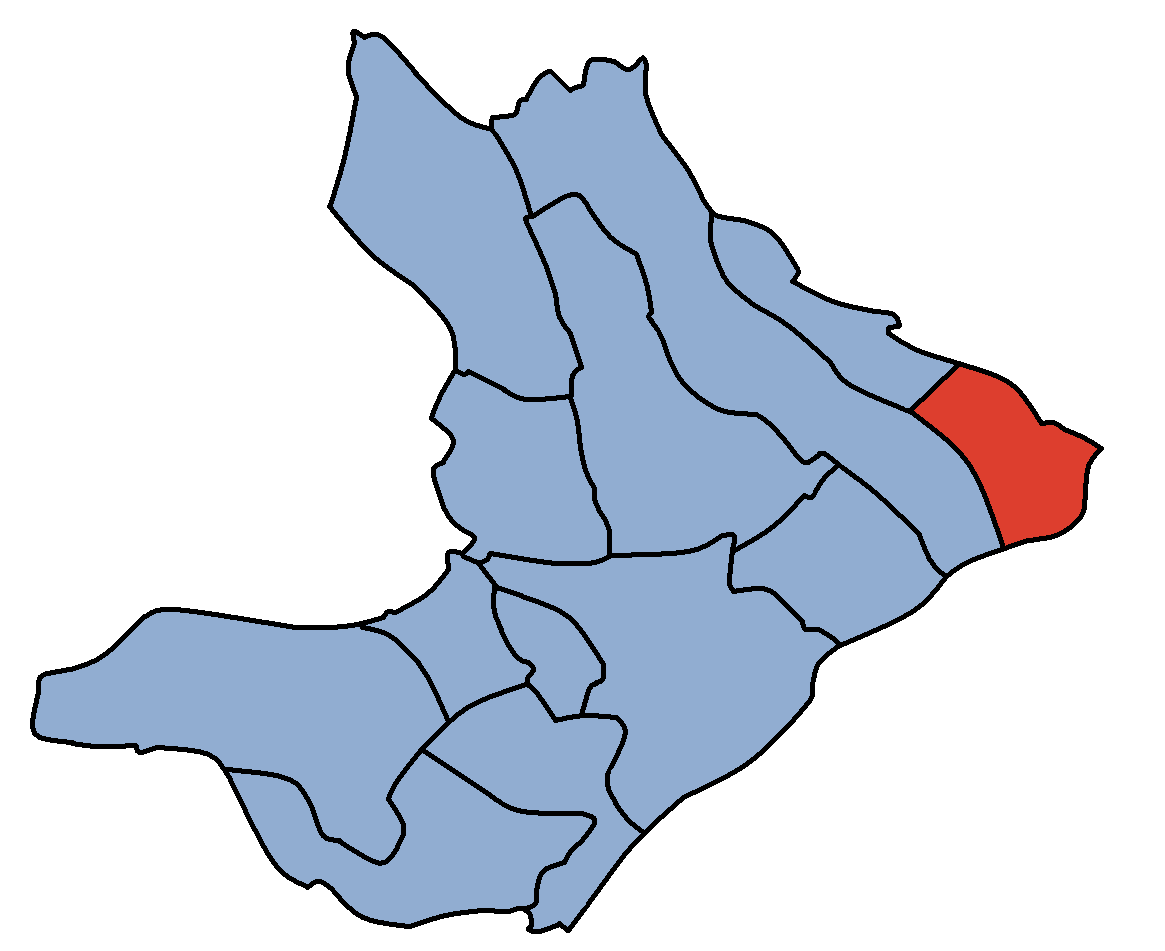
Das Dorf in der Gemeinde

## Geschichte
Der Ort wurde im Jahre 1280 als Podrece erstmals urkundlich erwähnt. Es gehörte ursprünglich zu den Klarissen in Stary Sącz.
Nach der Ersten Teilung Polens kam Podrzecze zum neuen Königreich Galizien und Lodomerien des habsburgischen Kaiserreichs (ab 1804).
Im Jahre 1783 wurden im Zuge der Josephinischen Kolonisation deutsche Kolonisten lutherischer und reformierter Konfession angesiedelt. Die Kolonisten gehörten zur Pfarrgemeinde in Stadła. Der polnische Name wurde als Podritz germanisiert oder als Unterbach übersetzt. Bis Ende des 19. Jahrhunderts wurden die Nachgeborenen der Kolonisten polonisiert. Im Jahre 1900 hatte das Dorf in 66 Häusern 408 Einwohner, davon alle polnischsprachig, 214 römisch-katholisch, neun Juden und 185 anderer Glaube (überwiegend evangelisch).
1918, nach dem Ende des Ersten Weltkriegs und dem Zusammenbruch der k.u.k. Monarchie, kam Podrzecze zu Polen. Unterbrochen wurde dies durch die Besetzung Polens durch die Wehrmacht im Zweiten Weltkrieg, während der es zum  Generalgouvernement gehörte. Im Sommer des Jahres 1944 wurden die verbliebenen Deutschen evakuiert.
Von 1975 bis 1998 gehörte Podrzecze zur Woiwodschaft Nowy Sącz.

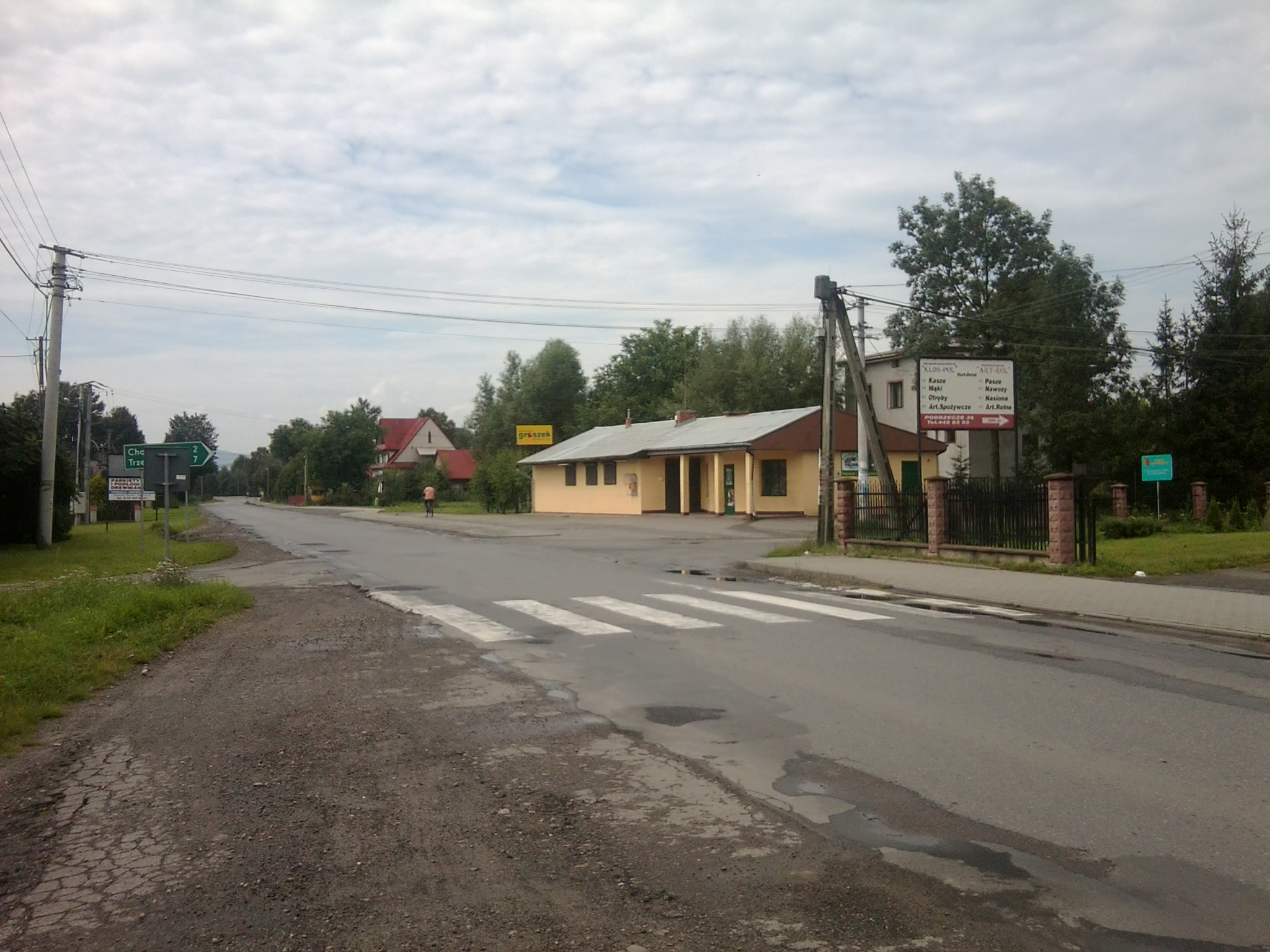
Ortszentrum
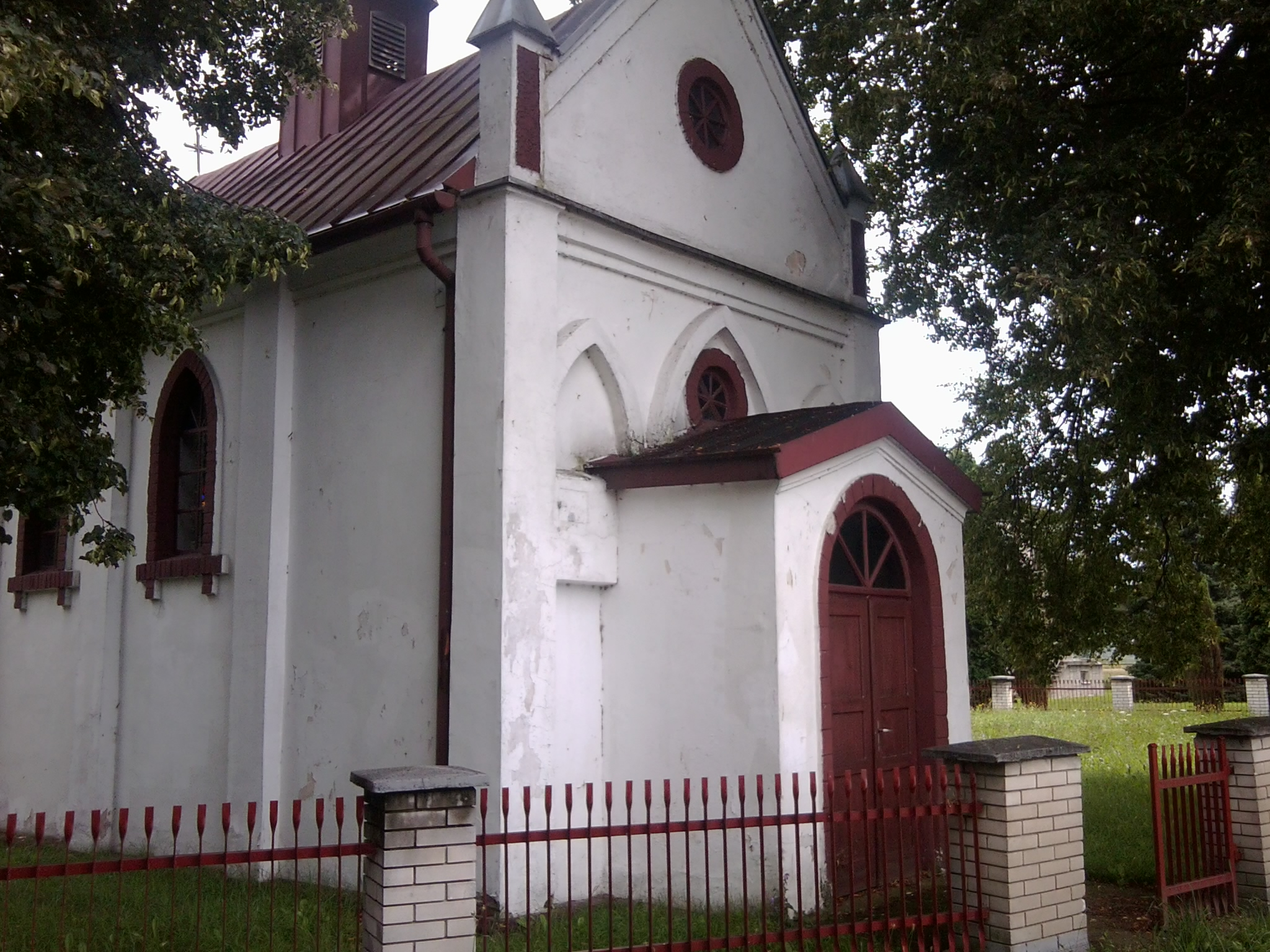
Kapelle (1926/1927 gebaut)